# Базіано
Базіано (італ. Basiano) — муніципалітет в Італії, у регіоні Ломбардія, метрополійне місто Мілан.
Базіано розташоване на відстані близько 480 км на північний захід від Рима, 25 км на північний схід від Мілана.
Населення — 3691 особа (2012).

## Демографія
Населення за роками:

Станом на 1 січня 2023 року в муніципалітеті офіційно проживало 368 іноземців з 43 країн, серед них 138 громадян країн Євросоюзу та 18 громадян України.

## Сусідні муніципалітети
- Камб'яго
- Кавенаго-ді-Бріанца
- Мазате
- Орнаго
- Поццо-д'Адда
- Рончелло
- Треццано-Роза